# Håkan Nygren (kampsportare)
Hans Håkan Nygren, född 28 februari 1955 i Stockholm, är en svensk kampsportare med svart bälte i Kyokushin karate. Han har bland annat vunnit flera SM-guld i Karate och tränat de Norska och Svenska landslagen i Karate.

## Biografi
Håkan Nygren är född och uppväxt i Stockholm. Han har sedan 1970 varit verksam inom budo och framför allt karate. Nygren började vid Stockholms Karateskola 1971 och byte sedan stil Shito Ryu till Kyokushinkai när klubben 1973 bytte stil. Han flyttade 1989 upp till Sundsvall för att börja arbeta som idrottslärare på Ala skola, i Söråker. Nygren har verkat som ledare, domare och förtroendevald på olika nivåer nationellt samt internationellt inom förbund i kampsport och Kyokushin Karate sedan 1974. Han var 1991 med och grundade Söråkers Karate Kai. När han 2009 erhöll graden 6:e dan blev han den tredje högst graderade utövaren av Kyokushinkai i Sverige. År 2012 blev han utnämnd till Chi Bu Cho (Branch Chief) i Kyokushin Karate.
Utöver engagemanget som klubbtränare har han varit aktiv som regiontränare och arrangerat karateläger för många olika klubbar. Han har även varit aktiv i förbundets tekniska kommitté i Sverige.

## Utmärkelser
Inom fullkontaktskarate har Nygren sammanlagt 10 SM-guld i tungvikt, 2 EM-silver och placerade sig även på en femteplats på VM i Tokyo 1979. Han tilldelades karateförbundets version av Stora grabbars märke 1981 med nummer 11 i ordningen.